# 斯滕·斯滕森
斯滕·斯滕森（挪威語：Sten Stensen，1947年12月18日—），生于德拉门，挪威男子速度滑冰运动员。他曾代表挪威在冬季奥运会速度滑冰比赛中获得1枚金牌、1枚银牌和2枚铜牌。